# Tschaikowski (Film)
Tschaikowski ist eine sowjetische Filmbiografie. Der im Jahr 1969 von Igor Wassiljewitsch Talankin gedrehte und von der Filmfirma Mosfilm produzierte Film behandelt die letzten 20 Lebensjahre des russischen Komponisten Pjotr Iljitsch Tschaikowski.

## Handlung
Als Tschaikowski an seinem Ersten Klavierkonzert arbeitet, lehnt sein dominanter Freund, der Pianist Nikolai Grigorjewitsch Rubinstein, ab, es bei der Uraufführung zu spielen, da er es für unspielbar hält. Kurz nach dem Misserfolg des Balletts Schwanensee lässt die wohlhabende Witwe Nadeschda Filaretowna von Meck dem Komponisten einen Scheck zukommen.
Wenig später entschließt er sich zur Komposition seiner Oper Eugen Onegin mit Alexander Puschkins gleichnamigen Werk als Vorlage. Während der Arbeit an der Oper bekommt er einen Liebesbrief der Studentin Antonina Iwanowna. Bei dem Versuch, sie zu sehen, wird er verhaftet, aber wenig später wieder freigelassen. Tschaikowski schreibt seine Vierte Sinfonie und widmet sie seiner Gönnerin von Meck. Diese hofft, dass Tschaikowskis Heirat mit der Studentin dem Komponisten die nötige Ruhe verschafft, die er für seine Arbeit braucht.
Während Tschaikowskis Umfeld begeistert auf die Ehefrau an seiner Seite reagiert, wird der homosexuelle Komponist vom Eheleben in den Wahnsinn getrieben; er unternimmt einen Suizidversuch in der Moskwa. Als Antonina für ihre Einwilligung zur Scheidung 10.000 Rubel verlangt, kommt Nadeschda von Meck, die sich ihr ganzes Leben lang nach geistiger Gesellschaft gesehnt hat, zur Hilfe, um ihren Seelenverwandten Tschaikowski von den Qualen der Ehe zu erlösen.
Wenig später stirbt Rubinstein in Paris, nachdem er dort Tschaikowskis Erstes Klavierkonzert – dem Werk inzwischen wohlwollend gegenüberstehend – gespielt hatte. Tschaikowski lehnt das Angebot, Rubinsteins Nachfolger als Leiter des Moskauer Konservatoriums zu werden, ab. Tschaikowski reist in seine von Unruhen geprägte Heimat zurück und sieht sich mit negativen Kritiken für seine neue Opern Die Jungfrau von Orleans konfrontiert.
Nachdem Nadeschda von Meck ein Fest zu Ehren Tschaikowskis abhält und dieser noch in derselben Nacht wieder heimreist, bricht von Meck jeden Kontakt zu dem Komponisten ab. Von Mecks Bediensteter Pachulsky, der inzwischen eine heimliche Beziehung zu von Mecks Tochter Julia begonnen hat, scheitert mit seinem Versuch, von Mecks Meinung über Tschaikowski negativ zu beeinflussen.
Wenig später erlebt Tschaikowski mit der Uraufführung seiner Oper Pique Dame Triumph und Ehrungen. Von Pachulsky, der Tschaikowski vorwirft, Frau von Meck ausgenutzt zu haben, erfährt der Komponist, dass seine ehemalige Gönnerin an einem unheilbaren psychischen Leiden erkrankt ist.
Während Tschaikowski an einer neuen  Sinfonie, der Pathétique, arbeitet, bricht eine Cholera-Epidemie aus. Wenige Tage nach der Uraufführung der Sinfonie erkrankt auch Tschaikowski an der Cholera und stirbt.

## Auszeichnungen
Der Film bekam eine Auszeichnung und mehrere Nominierungen. So wurde Tschaikowski-Darsteller Innokenti Smoktunowski auf dem San Sebastián-Filmfestival mit dem Darstellerpreis geehrt.
Im Jahr 1972 gab es Nominierungen für den Oscar (in den Kategorien „Bester fremdsprachiger Film“ und „Beste Filmmusik“) sowie für den Golden Globe Award („Bester fremdsprachiger Film“).

## Kritiken
„Ein ausufernd langer Monumentalfilm über Tschaikowski (1840–1893). Aufwendig, kitschig und voller gekünstelter Melancholie, entwirft die Biografie auf Kosten der historischen Genauigkeit ein idealisierendes, triviales Starporträt.“